# Greisbergers Betten-Arena
Le Greisbergers Betten-Arena est un stade de football situé à Grödig en Autriche dont le club résident est le SV Grödig. Le stade dispose d'une capacité de 4 330 places.